# Toma de Valladolid (México)
La Toma de Valladolid es un episodio de la independencia de México. Tuvo lugar después que el Ejército Insurgente había ocupado la ciudad de Guanajuato, el 29 de septiembre de 1810.

## Antecedentes
Ante las noticias de que los rebeldes habían tomado Guanajuato, la ciudad de Valladolid (hoy Morelia) fue abandonada por sus autoridades civiles y religiosas (Valladolid era la cabecera de la intendencia de Michoacán y sede del arzobispado del mismo nombre). El obispo de Michoacán, Manuel Abad y Queipo, lanzó una condena de excomunión contra los insurgentes, misma que levantó al retirarse.

## Toma
Los insurgentes llegaron a la ciudad, donde fueron recibidos con honores militares el 17 de octubre de 1810.